# Devious
Devious ist eine niederländische Death- und Thrash-Metal-Band aus Borne, die im Jahr 2000 gegründet wurde.

## Geschichte
Die Band wurde im Jahr 2000 vom Gitarristen Guido de Jongh und dem Schlagzeuger Frank Schilperoort gegründet. Die Band arbeitete an den ersten Liedern und veröffentlichte im Jahr 2002 ihr erstes Demo. Im Jahr 2003 wurde das Debütalbum Acts of Rage über Spitzenburg Records veröffentlicht. Im Folgejahr schlossen sich Auftritte mit Cannibal Corpse, Suffocation, Vader, Crowbar und The Dillinger Escape Plan. 2006 folgte eine Tour durch Europa mit Krisiun. Im Jahr 2007 schloss sich das nächste Album Domain über  Deity Down Records an. Es folgten weitere Auftritte, bis am 31. August 2009 das dritte Album Vision veröffentlicht wurde. Abgemischt und produziert wurde das Album von Jochem Jacobs. Gitarrist Guido de Jongh war als weiterer Produzent tätig. Der Veröffentlichung folgte eine Europatournee mit Entombed und Merauder. Die EP Wolfhagen erschien im Jahr 2012. Sänger Dennis Lusseveld und Bassist Alwin Zuur waren darauf erstmals zu hören. Jörg Uken von den deutschen Soundlodge Studios war für das Abmischen und das Mastering des Tonträgers verantwortlich.

## Stil
Die Band spielt eine technisch anspruchsvolle und aggressive Mischung aus Thrash- und Death-Metal.

## Diskografie
- Devious (Demo, 2002, Eigenveröffentlichung)
- Acts of Rage (Album, 2003, Spitzenburg Records)
- Domain (Album, 2007, Deity Down Records)
- Vision (Album, 2009 Deity Down Records)
- Wolfhagen (EP, 2012, Eigenveröffentlichung)